# 卑尔根大学
60°23′17″N 05°19′22″E / 60.38806°N 5.32278°E
卑尔根大学（挪威語：Universitetet i Bergen）是挪威的一所综合性大学，位于挪威第二大城市以及文化中心卑尔根市，创办于1946年，但早在1825年就已经开始在卑尔根博物馆内开展学术活动。卑尔根大学现有学生近1.5万人，员工约3200人。
石油和海洋专业以及人文学科是卑尔根大学的强项。

## 历史

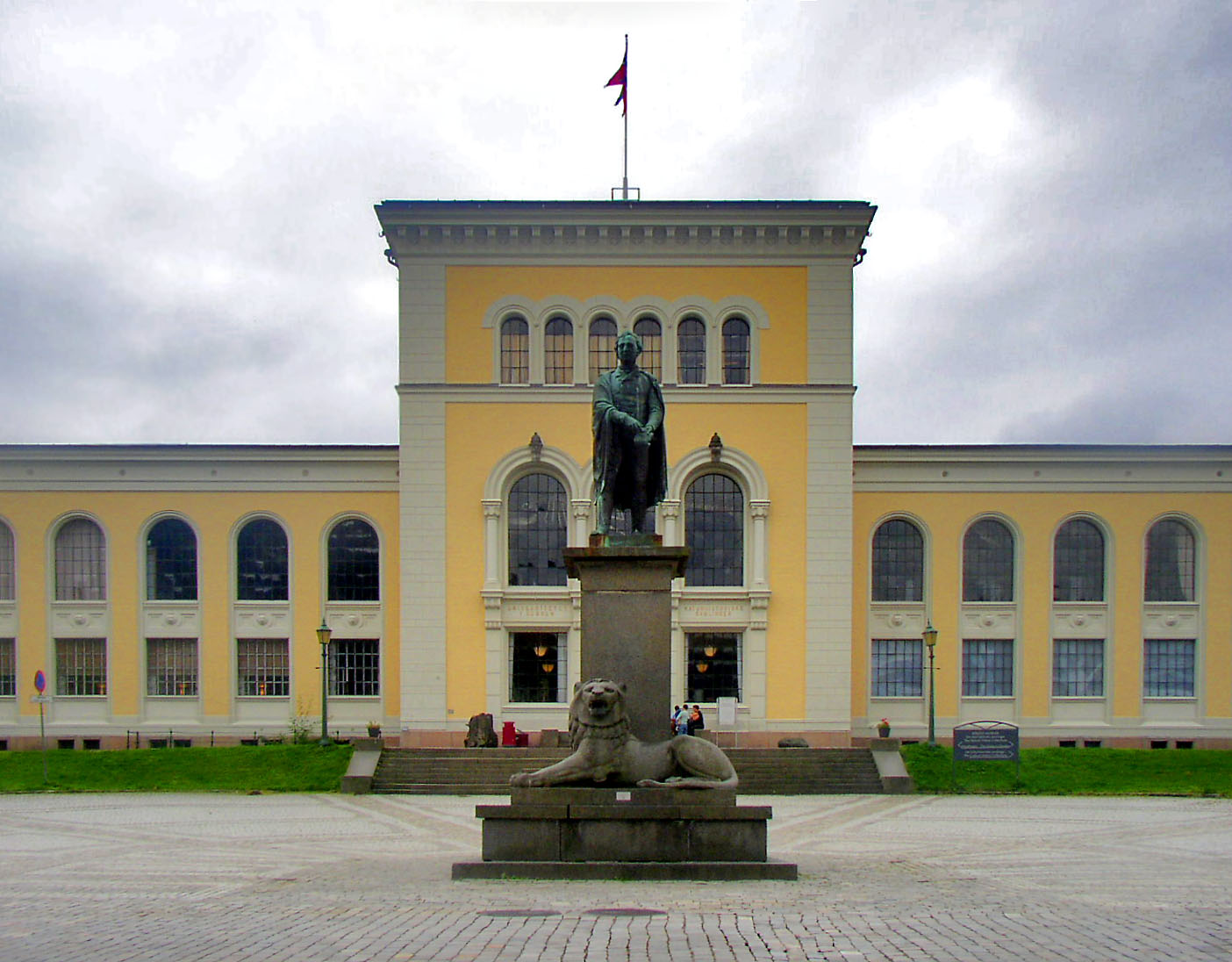
卑尔根博物馆

与卑尔根大学密切相关的学术活动最早可追溯到1825年，在卑尔根博物馆内开展。到了1946年，议会发布法令，卑尔根大学正式成立。创办时设有医学院、数学与自然科学院和艺术学院。1970年，设立牙医学院和社会科学学院。1980年，设立心理学院和法学院。
正式建校以来，卑尔根大学发展迅速，其办学规模不断扩大，学生数从1960年的1000人，上升到1975年的8000人，在1995年时达到17800人。目前学生数将近1.5万人。

## 教学机构

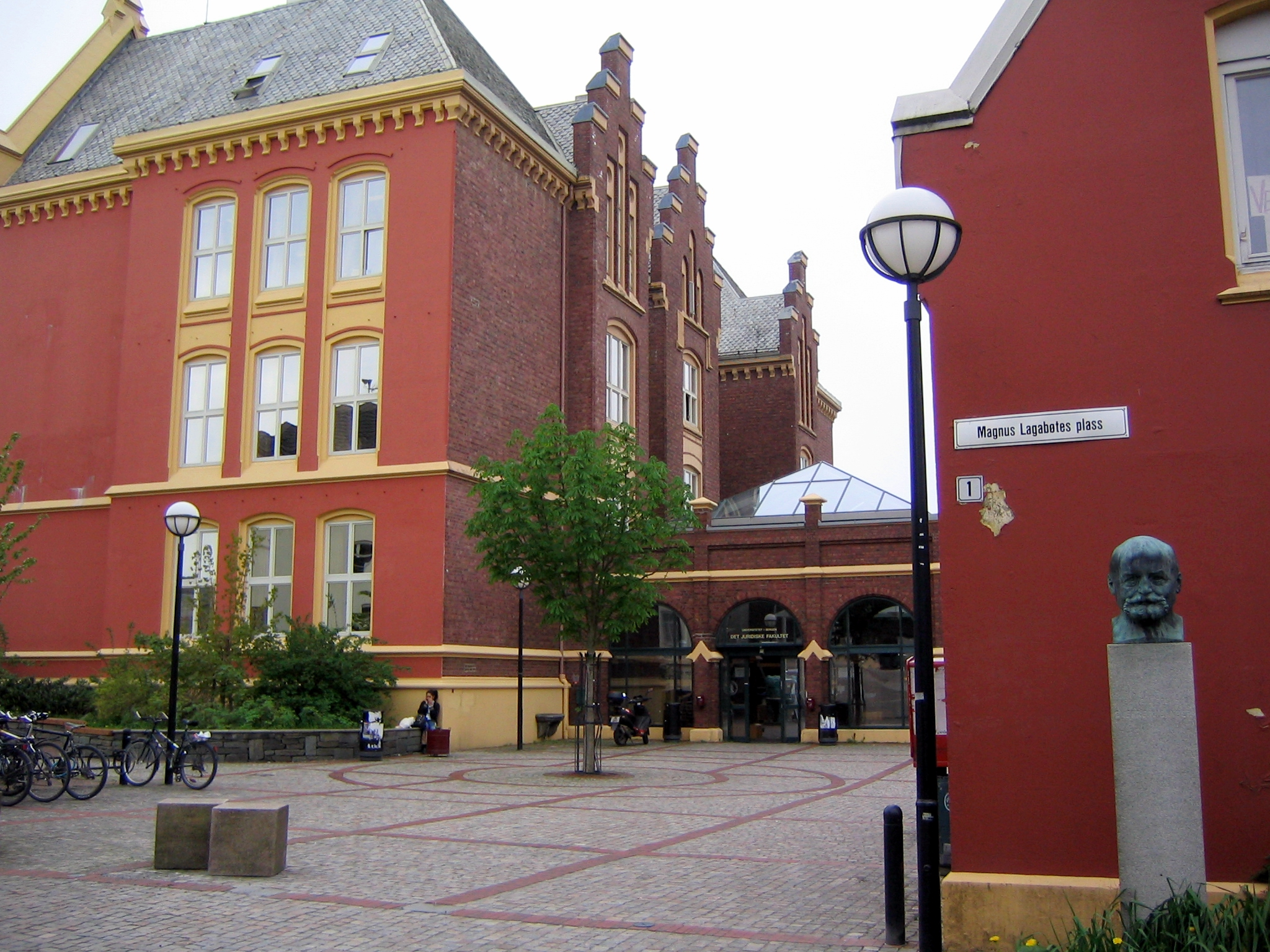
卑尔根大学法学院

卑尔根大学共有60多个涉及不同学科的系、中心和研究所，分设在六个学院之下。这六个学院分别为：人文学院、法学院、数学与自然科学学院、医学与牙医学院、心理学院以及社会科学学院。

## 声誉和排名
卑尔根大学拥有良好的国际声誉。近年来，卑尔根大学的世界排名有了大幅提升，并在各类排名中一直保持挪威全国第二的位置，仅次于奥斯陆大学。英国《泰晤士高等教育》发布的2010-2011年世界大学排名将卑尔根大学排在世界第135位。而在《QS世界大学排名》发布的2011年世界大学排名中，卑尔根大学排名第121位。另外，《世界大学网络排名》在2010年发布的世界大学排名中，卑尔根大学排名在第148位。

## 国际交流
除了通过欧盟的Erasmus等项目与欧洲各国大学进行交流以外，卑尔根大学还是科英布拉集团和乌得勒支网络的成员。卑尔根大学与美国西雅图华盛顿大学、加拿大纽芬兰纪念大学以及乌干达马凯雷雷大学签署了重点双边合作协议。卑尔根大学还与欧洲（15所）、北美（21所）、拉美（21所）、非洲（18所）、亚洲（34所）、和大洋洲（10所）的100多所大学和研究机构签署了双边合作协议。

## 校友
- 埃尔娜·索尔伯格：挪威首相。
- 克里斯蒂安·法乌查尔德：史密森尼学会的退休動物學家及美国国家自然历史博物馆环节类蠕虫分馆前负责人
- 童世骏：华东师范大学哲学教授兼党委书记。